# Joselyne Edwards
Joselyne Celina Edwards Loboriel, née le 29 septembre 1995, est une artiste martiale mixte panaméenne qui évolue dans la division poids coq féminin de l' Ultimate Fighting Championship (UFC).

## Enfance
Edwards découvre la boxe à l'âge de 13 ans et se lance dans le MMA à 17 ans après s'y être consacrée pendant quatre ans. Elle tombe sur l'UFC à la télévision dans sa ville natale de Panama City, mais ignore où trouver une salle pour pratiquer cette discipline. Par la suite, elle explore le jiu-jitsu et, après six mois, réalise ses premiers combats en MMA.

## Carrière dans les arts martiaux mixtes

### Début de carrière
Edwards détient un palmarès de 9-2 sur la scène régionale, décroche le titre de championne des poids coq féminins de l'UCC dans son pays natal, le Panama, et le conserve à deux reprises. En 2018, elle s'établit aux États-Unis, où elle surpasse Jessica Middleton, ancienne combattante du Bellator, par TKO le 18 mai lors de The Fight Series. Elle domine ensuite la prometteuse Brenda Gonzales au KOTC : Aggressive Lifestyle le 1er septembre 2018, par armbar, et s'empare du titre de championne KOTC Bantamweight. Plus tard, elle se mesure à Sarah Alpar, future concurrente à l'UFC, lors du championnat des poids coq féminins de la LFA au LFA 55, mais perd un combat disputé sur une décision partagée,.

### Championnat de combat ultime
Edwards prend la place de Bethe Correia et se mesure à Wu Yanan le 16 janvier 2021 lors de l'UFC on ABC : Holloway vs. Kattar. Elle gagne le combat par décision unanime.
Elle remplace Nicco Montaño, en affrontant Karol Rosa le 06 février  2021 UFC Fight Night: Overeem vs. Volkov. Elle perd la bataille fight sur décision unanime.
Edwards est censé affronter Zarah Fairn Dos Santos le 28 août 2021, lors de l'UFC sur ESPN : Barboza vs. Chikadze. Cependant, le combat est été annulé à la fin du mois de juillet, Edwards ayant été retiré de l'événement en faveur d'un autre combat.
Le 23 octobre 2021, face à Jessica-Rose Clark durant l'UFC Fight Night : Costa vs. Vettori, elle perd le combat,.
Edwards affronte Ramona Pascual le 11 juin 2022 à UFC 275. Elle remporte la bataille  sur décision unanime même si la majorité des médias perçoivent  le contraire.
Edwards prend rapidement la relève de Mariya Agapova, blessée, pour affronter Ji Yeon Kim lors de l'UFC 277, le 9 juillet 2022. Lors de la pesée, Edwards affiche un poids de 137,5 livres, dépassant de 1,5 livre la limite autorisée pour les combats bantamweight sans titre. En conséquence, elle est sanctionnée d'une amende représentant 20 % de sa bourse, montant reversé à son adversaire Kim. Elle remporte le combat sur décision partagée.
Edwards affronte Lucie Pudilová le 15 avril 2023 à UFC on ESPN (en). Lors de la pesée, Edwards affiche un poids de 136,5 livres, dépassant de 0,5 livre la limite autorisée pour les combats bantamweight sans titre. En conséquence, elle est pénalisée d'une amende équivalente à 20 % de sa bourse, montant reversé à Pudilová. Elle gagne sur décision controversée. Daniel Cormier, Michael Bisping et Brendan Fitzgerald manifestent leur étonnement en découvrant Edwards proclamée vainqueure, alors que plusieurs médias pensent  Pudilová mériter de remporter le combat,,.
Edwards s'affronte Nora Cornolle le 2 septembre 2023 UFC Fight Night 226 (en). Elle perd sur décision  unanime.
Elle perd le comabt contre Ailín Pérez le 1er juin 2024  pour l'UFC 302 sur décision unanime.
Elle affronte Tamires Vidal le 19 octobre 2024 pour le titre de l'UFC Fight Night 245.Lors de la pesée, Edwards affiche un poids de 139 livres, dépassant de trois livres la limite autorisée pour les combats de boxe poids coq. Le combat se déroule au poids de rattrapage, et Edwards est pénalisée de 30 % de sa bourse, montant attribué à son adversaire Vidal,. Elle perd Elle décroche la victoire par étranglement arrière à l'issue du troisième round.
Edwards est programmée pour se mesurer à Chelsea Chandler le 26 avril 2025 lors de l'UFC on ESPN 66.

## Disputes
Un incident verbal se produit entre Edwards et Ailín Pérez lors de l'UFC Fight Night 232.

## Championships
- King of the Cage
  - KOTC Bantamweight Championship (One time)
- Ultimate Combat Challenge
  - UCC Women's Bantamweight Championship (One time)
    - Two successful title defenses

## Note et Références

### Note
- (en) Cet article est partiellement ou en totalité issu de l’article de Wikipédia en anglais intitulé « Joselyne Edwards » (voir la liste des auteurs).